# Marshall Manesh
Marshall Manesh, né le 16 août 1950 à Mashhad (Iran), est un acteur irano-américain.

## Biographie
Manesh fut très vite orphelin de père : il a donc été élevé par sa mère, qui l'a encouragé et lui a donné de la force pour réussir dans le show business.
Il s'installe aux États-Unis au milieu des années 1970 et rejoint le Persian Theater Group. Pendant huit ans, il a beaucoup voyagé à travers les États-Unis, le Canada et l'Europe.
Il apparaît dans son premier film lors de True Lies, réalisé par le Canadien James Cameron en 1994. Depuis, il est apparu dans plus de 100 longs métrages, dans des projets télévisés et dans plus de 40 publicités.
Il est apparu dans différentes séries télévisées, telles que Will et Grace, Entourage, Scrubs, How I Met Your Mother dans le rôle récurrent de Ranjit, chauffeur de taxi/limousine, Burn Notice dans le rôle d'un agent libien, New York, unité spéciale, X-Files et Prison Break. Il fait une apparition anonyme dans le clip Hung Up de Madonna comme chauffeur de taxi. Il a également joué Sri Sumbhajee, seigneur des pirates, dans Pirates des Caraïbes : Jusqu'au bout du monde.

## Filmographie
- 1994 : True Lies de James Cameron : Jamal Khaled
- 1996 : Kazaam de Paul Michael Glaser : Malik
- 1998 : The Big Lebowski des Frères Coen : Le médecin de Maude Lebowski
- 2007 : Pirates des Caraïbes : Jusqu'au bout du monde de Gore Verbinski : Sri Sumbhajee Angria
- 2014 : Shirin in Love (en) de Ramin Niami : Nader
- 2014 : A Girl Walks Home Alone at Night de Ana Lily Amirpour : Hossein

## Télévision
- 2000 : New York, unité spéciale (saison 2, épisode 2) : Saleh Amir
- 2004 : Entourage (série télévisée) de Doug Ellin (Saison 1 épisode 2) : Le vendeur de Rolls Royce
- 2004 - 2005 : Boston Justice de David Edward Kelley (Saison 1 épisode 7, Saison 2 épisode 13) : Le commerçant braqué
- 2005 - 2014 : How I Met Your Mother de Carter Bays et Craig Thomas (Saison 1 à 9) : Ranjit
- 2008 : Prison Break de Paul Scheuring (Saison 4,épisode 20) : Le Premier ministre indien
- 2015 : The Brink de Roberto et Kim Benabib (Épisodes 1 à 4 et 8) : Rafiq Massoud Sr.
- 2015 : Stanistan de Michael Mayer : Sher
- 2016 : Baskets de Louis C.K., Zach Galifianakis et Jonathan Krisel (Saison 1 épisode 2) : George
- 2016 : Cooper Barrett's Guide to Surviving Life de Jay Lacopo (en) (Épisodes 1,2,6 et 9) : Virgil
- 2016 : Madam Secretary de Barbara Hall (Saison 3 épisode 2) : Le President Aman Haddad
- 2018 : Speechless (série télévisée) de Scott Silveri (Saison 2 épisode 16) : figuration
- 2019 : Good Girls de Jenna Bans (Saison 2 épisode 13) : Agent de Sécurité de banque